# Cantofabule
Cantofabule (titlul corect fiind Cantafabule) este primul dublu LP al formației Phoenix. Acesta a fost editat în anul 1975 de către casa de discuri Electrecord. De asemenea, Cantofabule reprezintă primul dublu LP al unei formații din România.

## Prezentare
Numele tipărit pe coperta materialului discografic este greșit, cel corect fiind „Cantafabule”. Această eroare a fost perpetuată și la reeditarea albumului, în 1992, iar ediția piratată în Belgia (1993), care avea aceeași copertă, dar cu o nuanță roșiatică, a fost cunoscută internațional sub numele de „Cant of a Bule”. Coperta ediției din 1975 a fost cenzurată, ea fiind de fapt ceea ce trebuia inițial să fie interiorul coperții. Realizatorii ei erau încă o dată cuplul Lili și Valeriu Sepi, cei care realizaseră coperțile celor două albume precedente. Textul de prezentare al ediției din 1975 aparținea poetului Adrian Păunescu; el a fost eliminat la ediția din 1992. Concertele de promovare a dublului LP s-au numit „Însă eu...” și au avut, ca elemente inedite, caprele de lemn ale lui Valeriu Sepi și, după ce Covaci a renunțat la Ovidiu Lipan Țăndărică, ceata dubașilor din Brănești. Piesele de pe album au fost compuse de către Nicolae Covaci și Josef Kappl, probabil cu colaborarea lui Mircea Baniciu și Ovidiu Lipan la prima și ultima piesă. Versurile au fost scrise integral de către tandemul Șerban Foarță – Andrei Ujică, a cărui colaborare cu Phoenix începuse la Mugur de fluier. Anul 1975 este și momentul aducerii în formație a lui Ovidiu Lipan Țăndărică pentru a-l înlocui pe Costin Petrescu (cu care se începuse discul de altfel și cu care Nicu Covaci avea la ora aceea divergențe serioase muzicale și de viață), după o scurtă încercare cu toboșarul de jazz Eugen Gondi. 

## Ideea
Conceptul albumului a plecat de la un bestiar din secolul al XIV-lea găsit de Andrei Ujică. Bestiarele sunt cărți medievale în care se evocau animalele de origine fabuloasă, ca simbol al forțelor binelui și răului.
„Ne-am gândit pentru început la niște formule magice de incantare a spiritelor. Un fel de invocație. Sunt chemate duhurile acestor animale simbolice și ele încep să apară, la început cele mai mici și mai nevinovate, cum ar fi Scarabeul și Inorogul, pe urmă restul, Delfinul și cele periculoase. La o vreme, toate acestea intră într-un fel de conflict, Zoomahia, și totul se termină sugerând începutul unui nou ciclu al existenței, la un nivel superior, printr-un imn dedicat Phoenixului, simbolul renașterii și al existenței veșnice.”—Andrei Ujică
„Ceea ce era foarte important pentru noi, printre altele, era faptul că reușeam să introducem, într-un fel pe sub ușă, ca mesaj subliminal, în mentalitatea publicului tânăr, un fel de animale complet uitate, un insolit, dar nu arbitrar, ci de factură canonică, să reactualizăm, într-o mentalitate mai mult sau mai puțin superficială, niște sensuri arhaice, preexistente. Formația a răspuns în același sens, arhaizându-și muzica, realizând o extraordinară combinație de rock-ul contemporan cu moduri mai mult sau mai puțin arhaice. Aceste animale fantastice erau de pretutindeni, există un cosmopolitism intrinsec, spațial și temporal, un fel de sincretism, chiar la modul alexandrin. E o operație ușor alchimică. Există niște simboluri christice la (pasărea) Phoenix, ceea ce a produs un impact mai mare decât ceea ce se luase în calculul inițial, impactul muzicii respective față de «tânăra gardă».”—Șerban Foarță
Melodiile fuseseră în bună parte compuse în timpul anului 1974, fiind interpretate în concerte și turnee prin România, revăzute și puse la punct în iarna lui 1974–1975 la o cabană de pe Muntele Semenic. De menționat este că, în acea perioadă, toate piesele au fost interpretate la tobe de Costin Petrescu, la unele aducându-și idei ritmice substanțiale.

## Spectacolul
Spectacolele de promovare s-au intitulat „Însă eu...” și s-au desfășurat în bună parte clandestin, pe stadioane, formația fiind la acea oră interzisă oficial. Concepția și regia spectacolului au aparținut lui Nicolae Covaci și lui Dan Chișu, care a realizat costumația și măștile împreună cu mama lui Covaci. Fiecare dintre membrii formației reprezenta un animal fabulos (de exemplu, Baniciu era Inorogul, Covaci – Bourul, iar Ovidiu Lipan – Balaurul) și purta un machiaj deosebit pe față. Au fost folosite o serie de materiale și soluții inedite pentru a putea crea acele costume de scenă. Ulterior renunțării la serviciile lui Ovidiu Lipan și ale lui Günther Reininger, soluția a fost cooptarea dubașilor din Brănești și a lui Erlend Krauser la vioară și chitară electrică. Ultima schimbare a adus în locul dubașilor brăneșteni, care deja aveau probleme din pricina autorităților, a voluntarilor studenți, fiecare realizându-și singur costumația de scenă și „duba” în care urma să bată.

## Piese
Discul 1, fața A:
1. Invocație
2. Norocul inorogului
3. Scara scarabeului

Discul 1, fața B:
1. Delfinul, dulce dulful nostru
2. Uciderea balaurului
3. Știma casei
4. Pasărea calandrinon

Discul 2, fața A:
1. Filip și cerbul
2. Vasiliscul și Aspida
3. Sirena
4. Pasărea Roc...k and Roll

Discul 2, fața B:
1. Cîntic-lu a cucuveauă-liei
2. Zoomahia
3. Phoenix

Muzică: Nicolae Covaci (1A1, 1A2, 1A3, 1B1, 1B3, 2B1, 2B2, 2B3); Josef Kappl (1A1, 1B2, 1B4, 2A1, 2A2, 2A3, 2A4, 2B2); Mircea Baniciu (1A1); Günther Reininger (2B2)

Versuri: Șerban Foarță și Andrei Ujică
Observație: Deși pe coperta albumului textele tuturor melodiilor sunt atribuite tandemului Foarță/Ujică, în realitate piesa „Norocul inorogului” (1A2) este pe versuri de Philippe de Thaon, Șerban Foarță și Andrei Ujică, piesa „Cîntic-lu a cucuveauă-liei” (2B1) are versuri populare macedoromâne, iar textul piesei „Zoomahia” (2B2) aparține doar lui Șerban Foarță.

## Componența formației
- Nicolae Covaci – chitară solo, voce, chitară acustică, double-six, blockflöte
- Iosif Kappl – chitară bas, voce, vioară, blockflöte
- Mircea Baniciu – solist vocal, chitară acustică
- Günther Reininger – pian, pian electric, synthesizer, celestă, orgă electronică
- Ovidiu Lipan – baterie, bongos, timpane, gong, clopote, tamburină

Recită: Florian Pittiș (la piesa 1A1).